# جاك تورنر (كاتب غير روائي)
جاك تورنر (بالإنجليزية: Jack Turner)‏ هو كاتب غير روائي أسترالي، ولد في 1968.